# Norbert Lins
Norbert Lins (ur. 22 grudnia 1977 w Ravensburgu) – niemiecki urzędnik samorządowy i polityk, deputowany do Parlamentu Europejskiego VIII, IX i X kadencji.

## Życiorys
W 1997 zdał egzamin maturalny, po czym odbył służbę wojskową w Sigmaringen. W 2002 został absolwentem administracji w Fachhochschule Kehl. Magisterium z zarządzania uzyskał w 2004 w Fachhochschule Ludwigsburg. W latach 2004–2009 kierował biurami europosła Andreasa Schwaba w Brukseli i Strasburgu. Od 2006 do 2011 wykładał w Hochschule Kehl. Od 2009 zawodowo związany z administracją publiczną, w latach 2010–2011 był osobistym sekretarzem Rudolfa Köberle, ministra rolnictwa w rządzie kraju związkowego Badenia-Wirtembergia, następnie pozostał w tym resorcie jako referent.
Zaangażował się w działalność Unii Chrześcijańsko-Demokratycznej. Był przewodniczącym powiatowych struktur chadeckiej organizacji młodzieżowej (1999–2004) i członkiem zarządu młodzieżówki w kraju związkowym (2003–2011), a także jej przewodniczącym na poziomie rejencji (2005–2011). W 2011 powołany na wiceprzewodniczącego CDU w rejencji. W latach 2009–2011 zasiadał w radzie gminy Horgenzell.
W wyborach europejskich w 2014 z ramienia chadeków został wybrany do Europarlamentu VIII kadencji. Z powodzeniem ubiegał się o reelekcję w 2019 i 2024.